# Aleksandr Suchov
Aleksandr Aleksandrovič Suchov (in russo Александр Александрович Сухов?; Mosca, 3 gennaio 1986) è un ex calciatore russo, di ruolo difensore.